# L'Abbé Agathon
L'Abbé Agathon est une œuvre pour soprano et octuor de violoncelles écrite par Arvo Pärt, compositeur estonien associé au mouvement de musique minimaliste.

## Historique
Composée en 2004, cette œuvre est une commande conjointe de l'Association l'octuor de violoncelles et des Rencontres d'ensembles de violoncelles de Beauvais.

## Discographie
- Sur le disque Adam's Lament par l'Orchestre de chambre de Tallinn dirigé par Tõnu Kaljuste chez ECM Records, 2012.